# 노스웨스트 리그
노스웨스트 리그(Northwest League)는 1955년 창설된 미국 웨스트지역과 캐나다 브리티시컬럼비아주의 클래스 A 쇼트 시즌 야구 리그이다. 총 8팀으로 이루어져 있으며 2개의 디비전으로 운영된다.

## 팀
| 디비전 | 팀                        | MLB 팀                  | 연고지                   | 홈구장                     |
| ------ | ------------------------- | ----------------------- | ------------------------ | -------------------------- |
| 노스   | 에버렛 아쿠아삭스         | 시애틀 매리너스         | 에버렛, 워싱턴           | 에버렛 메모리얼 스타디움   |
| 노스   | 스포캔 인디언스           | 텍사스 레인저스         | 스포캔, 워싱턴           | 아비스타 스타디움          |
| 노스   | 트라이-시티 더스트 데빌스 | 샌디에이고 파드리스     | 파스코, 워싱턴           | 게사 스타디움              |
| 노스   | 밴쿠버 캐나디안스         | 토론토 블루 제이스      | 밴쿠버, 브리티시컬럼비아 | 냇베일리 스타디움          |
| 사우스 | 보이시 호크스             | 콜로라도 로키스         | 보이시, 아이다호         | 메모리얼 스타디움          |
| 사우스 | 유진 에메랄스             | 시카고 컵스             | 유진, 오리건             | PK 파크                    |
| 사우스 | 세일럼-케이저 볼케이노즈  | 샌프란시스코 자이언츠   | 케이저, 오리건           | 볼케이노즈 스타디움        |
| 사우스 | 힐스버러 홉스             | 애리조나 다이아몬드백스 | 힐스버러, 오리건         | 힐스버러 베이스볼 스타디움 |